# Загони (Биелина)
Загони (серб. Загони / Zagoni) — село в общине Биелина Республики Сербской Боснии и Герцеговины. Население составляет 666 человек по переписи 2013 года.